# Аденозиндезаміназа
ADA (англ. Adenosine deaminase) – білок, який кодується однойменним геном, розташованим у людей на короткому плечі 20-ї хромосоми. Довжина поліпептидного ланцюга білка становить 363 амінокислот, а молекулярна маса — 40 764.
| 10         |  | 20         |  | 30         |  | 40         |  | 50         |
| ---------- |  | ---------- |  | ---------- |  | ---------- |  | ---------- |
| MAQTPAFDKP |  | KVELHVHLDG |  | SIKPETILYY |  | GRRRGIALPA |  | NTAEGLLNVI |
| GMDKPLTLPD |  | FLAKFDYYMP |  | AIAGCREAIK |  | RIAYEFVEMK |  | AKEGVVYVEV |
| RYSPHLLANS |  | KVEPIPWNQA |  | EGDLTPDEVV |  | ALVGQGLQEG |  | ERDFGVKARS |
| ILCCMRHQPN |  | WSPKVVELCK |  | KYQQQTVVAI |  | DLAGDETIPG |  | SSLLPGHVQA |
| YQEAVKSGIH |  | RTVHAGEVGS |  | AEVVKEAVDI |  | LKTERLGHGY |  | HTLEDQALYN |
| RLRQENMHFE |  | ICPWSSYLTG |  | AWKPDTEHAV |  | IRLKNDQANY |  | SLNTDDPLIF |
| KSTLDTDYQM |  | TKRDMGFTEE |  | EFKRLNINAA |  | KSSFLPEDEK |  | RELLDLLYKA |
| YGMPPSASAG |  | QNL        |  |            |  |            |  |            |

A: Аланін

C: Цистеїн

D: Аспарагінова кислота

E: Глутамінова кислота

F: Фенілаланін

G: Гліцин

H: Гістидин

I: Ізолейцин

K: Лізин

L: Лейцин

M: Метіонін

N: Аспарагін

P: Пролін

Q: Глутамін

R: Аргінін

S: Серин

T: Треонін

V: Валін

W: Триптофан

Кодований геном білок за функцією належить до гідролаз. 
Задіяний у таких біологічних процесах, як клітинна адгезія, метаболізм нуклеотидів, ацетилювання. 
Білок має сайт для зв'язування з іонами металів, іоном цинку. 
Локалізований у клітинній мембрані, цитоплазмі, мембрані, клітинних контактах, цитоплазматичних везикулах, лізосомі.